# Vzgon
Vzgòn je sila, ki deluje na potopljeno telo v mirujoči tekočini. Sila vzgona kaže v nasproti smeri od sile teže in je po Arhimedovem zakonu po velikosti enaka teži izpodrinjene tekočine. Zaradi vzgona telesa plavajo na gladini kapljevine, kadar zmnožek prostornine telesa in gostote tekočine presega maso telesa, oziroma so navidezno lažja, če so potopljena v tekočini. Za popolnoma potopljeno telo se lahko torej sklepa, da bo plavalo v tekočini, če je njegova gostota manjša od gostote tekočine.

## Fizikalno ozadje
Vzgon se lahko razume, če se zamisli prizmatično telo z osnovno ploskvijo S in višino h, povsem potopljeno v mirujočo kapljevino. Ker je hidrostatični tlak v tekočini, ki z vseh strani pritiska na telo, izotropen, se izenačita sili na levo in desno stranico telesa, prav tako pa tudi sili na sprednjo in zadnjo stranico. Ne izenačita pa se sili na zgornjo in spodnjo stranico — ker je hidrostatični tlak ob spodnji ploskvi večji od hidrostatičnega tlaka ob zgornji ploskvi, je rezultanta sil (sila vzgona {\displaystyle F_{z}}) različna od nič:
{\displaystyle F_{v}=\rho g\left((z+h)\right)S-\rho gzS\!\,.}
Pri tem je ρ gostota tekočine, g težni pospešek, z pa razdalja zgornje ploskve od gladine kapljevine. Vidimo torej, da je sila vzgona ravno enaka masi kapljevine z dano gostoto in prostornino V = Sh, kar je, pomnoženo s težnim pospeškom, enako teži izpodrinjene tekočine.

## Dinamični vzgon
Dinamični vzgon označuje navpično komponente sile, s katero deluje tok tekočine na telo, kadar simetrijska os ne sovpada s smerjo hitrosti. Letalska krila so oblikovana tako, da zaradi dinamičnega vzgona ob gibanju letalo ostane v zraku.